# Diamond Dogs (canção)
"Diamond Dogs" é um single do músico britânico David Bowie, provindo do álbum homônimo.
A letra apresenta ao ouvinte a persona de Bowie em Diamond Dogs, Halloween Jack, um jovem que vive no topo de um arranha-céu abandonado (Manhattan Chase, também conhecido como One Chase Manhattan Plaza) numa Manhattan pós-apocalíptica. O som da guitarra é fortemente influenciado pelos Rolling Stones, e sinaliza a mudança de Bowie do glam rock em direção a uma sonoridade protopunk influenciada pelos Stooges.
A faixa foi considerada por muitos críticos um single pouco convencional e, no Reino Unido, só chegou ao número 21. De acordo com Roy Carr e Charles Shaar Murray, críticos da NME, "Como um single de potencial sucesso, a faixa-título de Diamond Dogs foi um fracasso. Muito longa, muito turva, muito difícil de dançar... sabe como funciona."
Embora não tenha chegado às paradas americanas, a canção se tornou uma parte essencial da turnê norte-americana de Bowie de 1974.
O lado B do disco é uma versão do single de Bowie "Holy Holy", de 1971, regravado durante as sessões do álbum Ziggy Stardust no mesmo ano.

## Lista de faixas
1. "Diamond Dogs" (Bowie) – 5:56 (Somente na Austrália, uma edição de 2:58 foi usada (RCA 102462) ao invés da versão completa do álbum[4])
2. "Holy Holy" (Bowie) – 2:20

## Créditos
- Produtores:
  - David Bowie em "Diamond Dogs"
  - Ken Scott em "Holy Holy"
- Músicos:
  - David Bowie: vocais, guitarra, sax
  - Herbie Flowers: baixo
  - Mike Garson: piano
  - Aynsley Dunbar: bateria
  - Mick Ronson: guitarra em "Holy Holy"
  - Trevor Bolder: baixo em "Holy Holy"
  - Mick Woodmansey: bateria em "Holy Holy"